# Hôpital de la mère et de l'enfant du Tchad
 (octobre 2024).
 (octobre 2024).
l'Hôpital de la Mère et de l'Enfant de N'djamena (Tchad) est une structure de santé publique construite par l'État tchadien à N'Djaména. Elle est opérationnelle depuis 2011.